# Laura More (Muncey)
Laura More (Muncey) (nascida em 16 de dezembro de 1984), é uma cantora britânica, que é mais conhecido por sua aparição no vídeo "Call on Me" e no seu single com a Uniting Nations, "Ai No Corrida".
"Ai no Corrida", single de Uniting Nations foi utilizado por Danny Choo no vídeo "Tokyo Dance Trooper".
No início da carreira ela apareceu no vídeo de Eric Prydz chamado "Call on Me".

## Discografia
| Single          | Álbum | Ano  |
| --------------- | ----- | ---- |
| "Ai no Corrida" | ?     | 2005 |

| Paradas          | Melhores posições (Ai no Corrida) |
| ---------------- | --------------------------------- |
| European Hot 100 | 18                                |
| US Hot 100       | 55                                |